# David Weller
David Weller (nascido em 11 de fevereiro de 1957) é um ex-ciclista olímpico jamaicano. Representou sua nação nos Jogos Olímpicos de Verão de 1976, 1980 e 1984. Conquistou a medalha de bronze nos Jogos de Moscou 1980, na prova de contrarrelógio (1000 m).